# Harry Wyld
Frederick Henry "Harry" Wyld (5 de junho de 1900 — 5 de abril de 1976) foi um ciclista britânico que ganhou medalhas em Paris 1924 e Amsterdã 1928.